# Dermatitis de contacto
La dermatitis de contacto es una reacción de la piel consecuencia de la exposición a alérgenos (dermatitis alérgica de contacto) o irritantes (dermatitis irritante de contacto). La dermatitis fototóxica ocurre cuando el alérgeno o irritante es activado por la luz del sol.
La dermatitis de contacto es una erupción o irritación localizada de la piel causada por el contacto con una sustancia exterior. Sólo las regiones superficiales de la piel son afectadas en la dermatitis de contacto.

## Etiología
En América del Norte y América del Sur, las causas más comunes de la dermatitis alérgica de contacto son las plantas del género Toxicodendron: hiedra venenosa, roble venenoso y zumaque venenoso. Causas comunes de la dermatitis irritante de contacto son los jabones ásperos (altamente alcalinos), el níquel, los detergentes y los productos de limpieza y gomas.

## Fisiopatología
La inflamación del tejido afectado se presenta en la epidermis (la capa más superficial de la piel) y en la dermis exterior (la capa debajo de la epidermis). A diferencia de la urticaria de contacto, en donde aparece una erupción unos minutos después de la exposición y desaparece lentamente en minutos o horas, la dermatitis de contacto necesita días para desaparecer. Incluso entonces, la dermatitis de contacto desaparece sólo si la piel no entra en contacto con el alérgeno o irritante. La dermatitis de contacto tiene como consecuencia grandes erupciones que pican, y estas pueden tomar entre varios días o semanas para curarse. La dermatitis de contacto crónica puede desarrollarse cuando la eliminación del agente agresor ya no proporciona el alivio esperado.

## Clasificación
Hay tres tipos de dermatitis de contacto: dermatitis irritante de contacto, dermatitis alérgica de contacto y dermatitis de fotocontacto. La dermatitis de fotocontacto se divide en dos categorías: fototóxica y fotoalérgica.

### Dermatitis irritante de contacto química
Es aguda o crónica y está normalmente asociada con irritantes fuertes y flojos respectivamente (HSE MS24). La siguiente definición está proporcionada por Mathias y Maibach (1978): una reacción inflamatoria local no inmunológica caracterizada por eritema, edema o corrosión después de la aplicación única o repetida de una sustancia química en un mismo sitio cutáneo. 
El mecanismo de acción varía entre toxinas. Los detergentes, tensoactivos, extremos de pH, y disolventes orgánicos todos tienen el efecto común de afectar directamente las propiedades de barrera de la epidermis. Estos efectos incluyen eliminar la emulsión de grasas, infligir daño celular en el epitelio, y aumentar la pérdida transepidérmica de agua dañando los mecanismos de almacenamiento de agua de la capa cayosa y dañando el ADN, lo que hace más delgada la capa. Las concentraciones fuertes de irritantes causan un efecto grave, pero esto no es tan común como el efecto acumulativo y crónico de los irritantes cuyos efectos deletéreos aumentan con las dosis posteriores (ESCD 2006).
Los irritantes químicos comunes implicados incluyen a los disolventes (alcohol, xileno, trementina, ésteres, acetona, cetonas y otros); fluidos metalúrgicos (aceites enteros, fluidos metalúrgicos con tensoactivos basados en agua); látex; queroseno; óxido de etileno; tensoactivos en medicamentos y cosméticos tópicos (lauril sulfato sódico); álcalis (limpiadores de drenaje, jabones fuertes con residuos de lejía). 

### Dermatitis irritante de contacto física
Es una forma menos investigada de dermatitis irritante de contacto (Maurice-Jones et al) debido a sus diferentes mecanismos de acción y la falta de una prueba para su diagnóstico. Un completo historial médico del paciente combinado con una prueba cutánea negativa para alergias es normalmente necesario para alcanzar un diagnóstico correcto. La forma más simple de dermatitis irritante de contacto física resulta de la fricción prolongada, aunque la diversidad de los irritantes implicados es mucho más amplia.[cita requerida] Algunos ejemplos son la fricción de papel, la fibra de vidrio y la ropa rasposa. 
Muchas plantas causan dermatitis irritante de contacto irritando directamente la piel. Algunas plantas actúan a través de sus púas o pelos irritantes. Algunas plantas como el ranunculus, la euphorbia y la margarita actúan químicamente. La savia de estas plantas contiene varios alcaloides, glicósidos, saponinas, antraquinonas, y (en el caso de los bulbos de las plantas) cristales de oxalato cálcico irritantes —de los cuales todos pueden causar dermatitis irritante de contacto química (Mantle y Lennard, 2001)—.

### Dermatitis alérgica de contacto
Esta enfermedad es la manifestación de una respuesta alérgica causada por el contacto con una sustancia. Una lista de alérgenos comunes se muestra más abajo (Kucenic y Belsito, 2002).
Realmente la denominada alergia, es una hipersensibilidad de tipo I y está siempre mediada por IgE, mientras que la dermatitis por contacto es una hipersensibilidad de tipo IV, que se caracteriza por ser mediada por una respuesta celular de linfocitos T, que han sido activados por el compuesto (no deberíamos llamarlo alergeno) y que finalmente se transforman en células T de memoria, que serían las responsables de la fase efectora y del daño. Por ello sería mejor, para no inducir a error, no generalizar el término de Alergia a ambos tipos de hipersensibilidades.
Aunque menos común que la dermatitis irritante de contacto, a la dermatitis alérgica de contacto se la reconoce como la forma más frecuente de inmunotoxicidad encontrada en humanos (Kimble et al 2002). Por su naturaleza alérgica, esta forma de dermatitis de contacto es una reacción hipersensible que es atípica en la población. Los mecanismos por los que estas reacciones ocurren son complejos, con muchos niveles de fino control. Su inmunología se centra alrededor de la interacción de las citoquinas inmunoregulatorias y subpoblaciones diferenciadas de linfocitos T.
La dermatitis alérgica de contacto surge como resultado de dos etapas esenciales: una fase de inducción, que prepara y sensibiliza el sistema inmunitario para una respuesta alérgica, y una fase desencadenante, en donde esta respuesta se desencadena (Kimble et al 2002). Así, la dermatitis alérgica de contacto está calificada como una reacción de hipersensibilidad retrasada Tipo IV que implica una respuesta alérgica mediada por células. Los alérgenos de contacto son esencialmente haptenos solubles (con poco peso molecular) y, por eso, tienen las propiedades físico-químicas que les permiten atravesar el estrato córneo de la piel. Sólo pueden por su respuesta como parte de un antígeno completo, involucrando su asociación con proteínas epidérmicas formando compuestos hapteno-proteína. Esto, a su vez, requiere que sean reactivos a proteínas.
El compuesto formado es entonces reconocido como un cuerpo exterior por las células de Langerhans (LCs) (y en algunos casos células dendríticas (DCs)), que entonces interiorizan la proteína; la transportan a través del sistema linfático a los ganglios linfáticos regionales; y presentan el antígeno a los linfocitos T. Este proceso está controlado por citoquinas y quimiocinas —con factor de necrosis tumoral alfa (TNF-α) y ciertos miembros de la familia de las interleucinas (1, 13 y 18)— y su acción sirve tanto para fomentar o para dificultar la movilización y migración de estas LCs (Kimble et al 2002). A medida que las LCs son transportadas a los ganglios linfáticos, se convierten en diferenciadas y se transforman en DCs, que son inmunoestimuladoras por naturaleza.
Una vez dentro de los ganglios linfáticos, las DCs diferenciadas presentan el epítope alergénico asociado con el alérgeno a los linfocitos T. Estas células T entonces se dividen y diferencian, multiplicándose clonalmente de manera que si el alérgeno es experimentado de nuevo por el individuo, estas células T responderán más rápidamente y más agresivamente.
Kimbe et al (2002) exploran las complejidades de la reacción inmunológica de la dermatitis alérgica de contacto en pocas palabras: parece que hay dos fenotipos principales en la producción de citoquina (aunque ahí existe un gradiente de subconjuntos entre medio), y estos se llaman T colaborador 1 y 2 (Th1 y Th2). Aunque estas células inicialmente se diferencian de una célula madre común, se desarrollan con el tiempo a medida que el sistema inmunitario madura. Los fenotipos Th1 están caracterizados por su enfoque en la interleucina y el interferón, mientras que la acción de las células Th2 está más centrada alrededor de la regulación de la inmunoglobulina E (IgE) por citoquinas. También se ha encontrado que los subconjuntos de linfocitos T CD4 y CD8 contribuyen a la regulación diferencial de las citoquinas, mostrándose que la CD4 produce altos niveles de IL-4 y IL-10 mientras que solamente las células CD8 están asociadas con los bajos niveles de interferón (IFN). Estos dos subtipos de células están también estrechamente relacionadas con las interacciones célula-matriz esenciales para la patogénesis de la dermatitis alérgica de contacto.
White et al han sugerido que ahí parece haber un umbral en los mecanismos de sensibilización alérgica por alergenos asociados a la dermatitis alérgica de contacto (1986). Esto se piensa que está relacionado con el nivel al cual la toxina induce la regulación por incremento de las citoquinas y quimiocinas requeridas. También se ha propuesto que el vehículo en donde el alergeno alcanza la piel puede tener alguna responsabilidad en la sensibilización de la epidermis tanto ayudando a la penetración percutánea como causando alguna forma de trauma y movilización de las propias citoquinas.
Algunos alergenos comunes implicados son los siguientes: 
- Níquel (níquel hexahidrato sulfato) - metal frecuentemente encontrado en joyas y broches o botones de la ropa
- Oro (tiosulfato sódico de oro) - metal precioso encontrado a menudo en joyas
- Bálsamo de Perú (Myroxylon pereirae) - una fragancia usada en perfumes y lociones para la piel, derivada de la resina de los árboles (véase también bálsamo Tolu)
- Timerosal - un compuesto de mercurio usado en antisépticos locales y vacunas
- Neomicina - un antibiótico de uso tópico común en cremas y pomadas para primeros auxilios, cosméticos, desodorantes, jabones y comida para mascotas
- Mezcla de fragancias - Hay 26 ingredientes de los perfumes cuya declaración es obligatoria en cosméticos y detergentes.
- PPD- Se trata de un ingrediente de los tintes de pelo y es un sensibilizante conocido. Por este motivo es obligatorio que dichos productos adviertan que pueden ser sensibilizantes.
- Formaldehído - un conservante con múltiples usos, p. ej., en productos de papel, pinturas, medicamentos, productos de limpieza para el hogar, productos cosméticos y productos para el acabado de tejidos.
- Cloruro de cobalto - metal que se encuentra en productos médicos; tintes para el pelo; antitranspirantes; objetos chapados en metal como broches, botones o herramientas; y en el pigmento azul del cobalto.
- Bacitracina - un antibiótico de uso tópico.
- Quaternium-15 - conservante en los productos cosméticos (autobronceadores, champús, esmaltes de uñas, protectores solares) y en productos industriales (productos para el pulido, pinturas y ceras).[11]

### Dermatitis de fotocontacto
Es a veces llamada "fotoagravada" (Bourke et al 2001), y se divide en dos categorías, fototóxica y fotoalérgica. La dermatitis de fotocontacto es la enfermedad eczematosa que está causada por una interacción entre una sustancia no dañina o poco dañina en la piel y la luz ultravioleta (320-400nm UVA) (ESCD 2006), por eso se manifiesta sólo en regiones donde el enfermo ha sido expuesto a dichos rayos. Sin la presencia de estos rayos, el fotosensibilizador no es dañino. Por esta razón, esta forma de dermatitis de contacto está normalmente asociada únicamente con zonas de la piel que se dejan al descubierto por la ropa. El mecanismo de acción varía de toxina en toxina, pero es normalmente debido a la producción de un fotoproducto. Las toxinas que están asociadas con la dermatitis de fotocontacto incluyen las psoralens. Las psoralens son de hecho usadas terapéuticamente para el tratamiento de psoriasis, eccemas y vitíligo.
La dermatitis de fotocontacto es otra enfermedad en donde la distinción entre formas de dermatitis de contacto no tiene una división clara. Los mecanismos inmunitarios también pueden desempeñar un papel, causando una respuesta similar a la dermatitis alérgica de contacto.

## Cuadro clínico
La dermatitis alérgica está normalmente reducida al área donde el desencadenante tocó la piel, mientras que la dermatitis irritante puede estar más extendida en la piel. Los síntomas de ambas formas incluyen los siguientes:
- Erupción roja. Esta es la reacción habitual. La erupción aparece inmediatamente en la dermatitis irritante de contacto; en la dermatitis alérgica de contacto, la erupción a veces no aparece hasta 24-72 horas después de la exposición al alérgeno.
- Ampollas o verdugones. Ampollas, verdugones y urticarias a menudo forman un patrón que aparecen donde la piel fue directamente expuesta al alérgeno o irritante.
- Piel que pica. La dermatitis irritante de contacto tiende a ser más dolorosa que picante, mientras que la dermatitis alérgica de contacto a menudo pica.

Aunque ambas formas de dermatitis de contacto pueden afectar cualquier parte del cuerpo, la dermatitis irritante de contacto con frecuencia afecta a las manos, que han estado expuestas al apoyarse o meter la mano en un recipiente (fregadero, cubo, tarrina) que contiene el irritante.

## Diagnóstico
Las diferencias entre los diversos tipos de dermatitis de contacto se basan en varios factores. La morfología de los tejidos, la histología y los hallazgos inmunológicos se usan en el diagnóstico del tipo de enfermedad. Sin embargo, hay alguna confusión en la distinción de las diferentes formas de dermatitis de contacto (Reitschel 1997). Usar la histología por sí sola es insuficiente, ya que se ha reconocido que estos hallazgos no distinguen (Rietschel, 1997), e incluso una prueba cutánea positiva no decarta la existencia de una forma de dermatitis irritante así como una inmunológica.

## Tratamiento

### Cuidado personal en casa
- Inmediatamente después de la exposición a un alérgeno o irritante conocido, lavarse con jabón y agua fresca para quitar o desactivar la mayoría de la sustancia agresora.
- Pueden usarse soluciones ácidas débiles (zumo de limón, vinagre) para contrarrestar los efectos de la dermatitis contraídos por la exposición a irritantes básicos (fenol, etc.).
- Si se desarrollan ampollas, aplicar compresas frías e húmedas durante 30 minutos 3 veces al día puede producir alivio.
- Las lociones de calamina y los baños frescos de avena coloidal pueden aliviar el picor.
- Antihistamínicos orales como la difenhidramina (Benadryl, Ben-Allergin) pueden también aliviar el picor.
- Para casos leves que cubren una área relativamente pequeña, la crema de hidrocortisona en una concentración sin receta médica puede ser suficiente.
- Evitar rascarse, ya que esto puede causar infecciones secundarias.

### Atención médica
Si la erupción no mejora o continúa extendiéndose después de 2-3 días de cuidado personal, o si el picor o dolor es intenso, el paciente debe contactar un dermatólogo u otro médico. El tratamiento médico normalmente consiste de lociones, cremas, o medicamentos vía oral.
- Corticosteroides. Un medicamento de corticosteroides similar a la hidrocortisona puede ser recetado para combatir la inflamación en una área localizada. Este medicamento puede aplicarse a tu piel como una crema o pomada. Si la reacción cubre una porción relativamente grande de la piel o es grave, corticosteroide en forma de pastillas o inyecciones puede ser recetada.
- Antihistamínico. Los antihistamínicos pueden ser recetados si las concentraciones sin receta médica son insuficientes.

## Prevención
Ya que la dermatitis de contacto depende de un irritante o un alérgeno para iniciar la reacción, es importante para el paciente identificar el agente responsable y evitarlo. Esto se puede conseguir haciendo pruebas cutáneas, un método comúnmente conocido como pruebas de alergia. El paciente debe saber donde se encuentra el irritante o alérgeno para ser capaz de evitarlo. Es importante también mencionar que las sustancias químicas a veces tienen varios nombres diferentes.